# 洗夫人

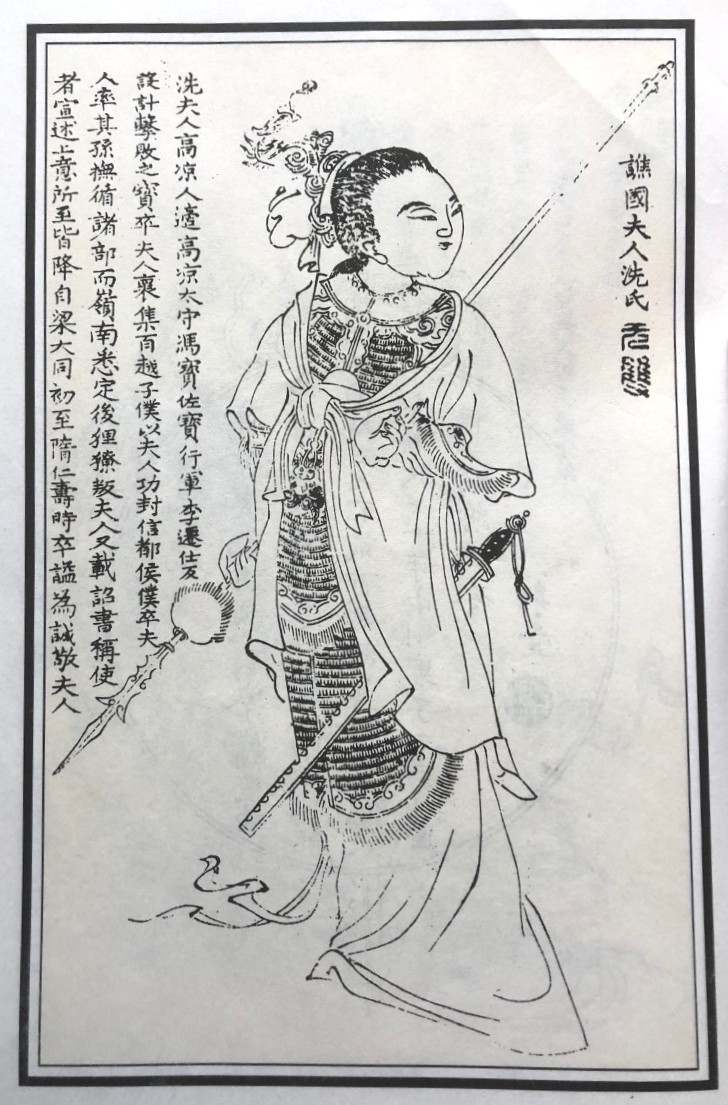
洗夫人

洗夫人（冼夫人、せんふじん、522年 - 602年）は、中国の南北朝時代末期の俚族の女性指導者。本貫は高涼郡。また前漢の時代の同地域にも同名で呼ばれる女性がいた（後述）。

## 経歴

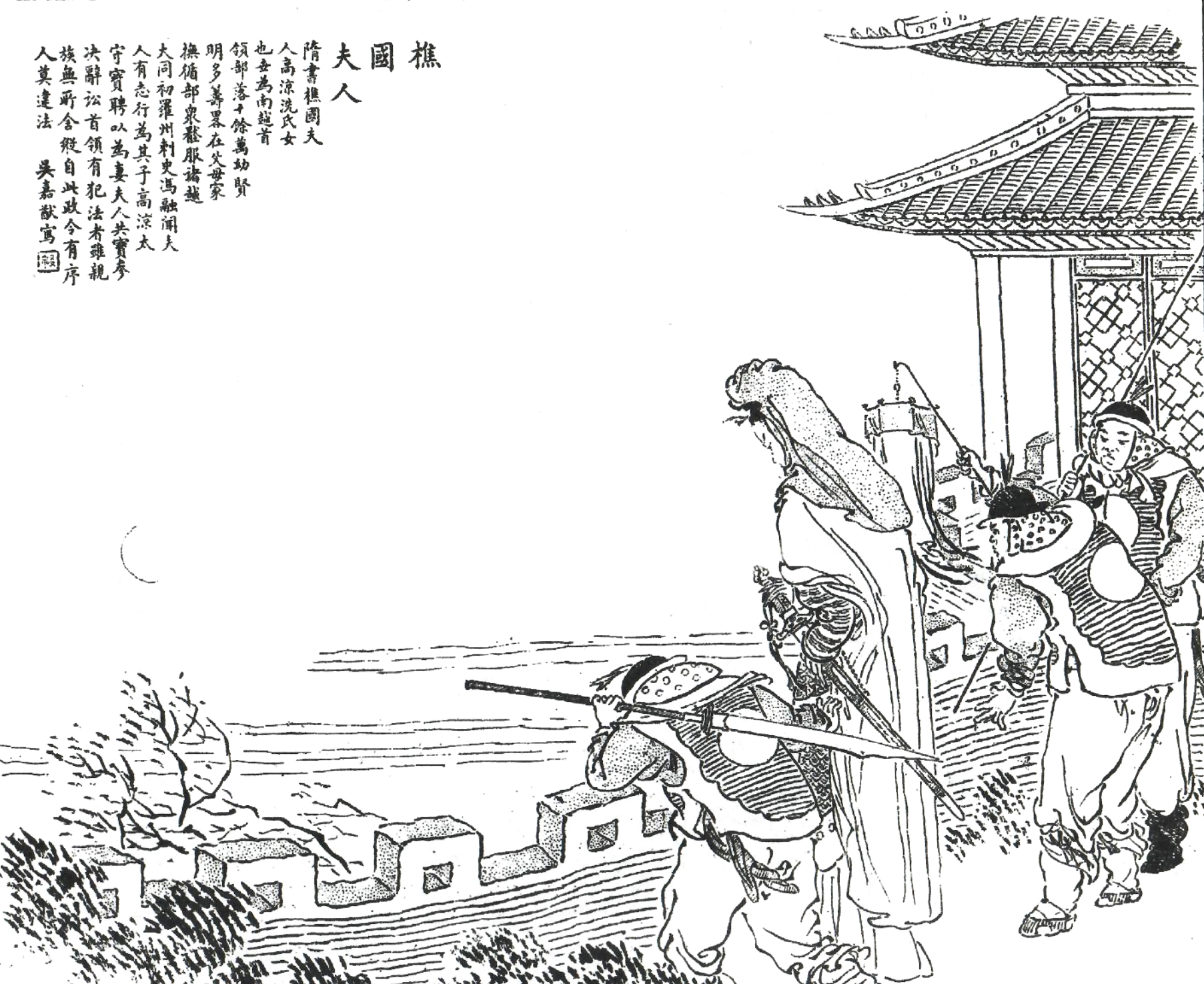
洗夫人（『古今百美圖）』

俚族の首領の家に生まれた。洗夫人の兄の洗挺は梁の南梁州刺史をつとめた実力者で、その富強をたのんで隣郡を侵略し、嶺南の人々はこれに苦しんでいた。夫人はたびたび兄を諫めて、恨みを買うやり方を改めさせると、海南や儋耳まで影響力が及ぶようになった。梁の大同初年、高涼郡太守の馮宝に妻として迎えられた。
太清年間に侯景の乱が起こり、都督広州諸軍事の蕭勃は建康への援軍のために兵を集めた。大宝元年（550年）6月、高州刺史の李遷仕が大皋口に拠り、馮宝を召し出した。馮宝は赴こうとしたが、夫人は李遷仕の態度を怪しんで馮宝を止めた。数日後、夫人の予見どおりに李遷仕が反乱を起こし、主帥の杜平虜を派遣して兵を率いて灨石に入らせた。夫人は李遷仕をおだてるよう馮宝に勧め、馮宝はそのとおりにした。李遷仕が油断しきったところを夫人は攻撃し、大勝をおさめた。李遷仕は敗走して、寧都に入った。夫人は兵を統率して長城侯陳霸先と灨石で合流した。夫人は凱旋すると、陳霸先が恐るべき人物であることを馮宝に伝え、陳霸先を援助するように勧めた。
永定2年（558年）、馮宝が死去すると、嶺南地方は大いに乱れたが、夫人は諸民族を手なずけて、数州の治安を安定させた。子の馮僕はわずか9歳であったが、首領たちを率いて陳に入朝させた。太建元年（569年）、広州刺史の欧陽紇が反乱を計画し、馮僕を高安に召し出し、一緒に反乱をおこすよう説得した。馮僕が使者を国元に帰らせて夫人に知らせると、夫人は兵を動員して郡境を封鎖し、陳の将軍の章昭達を迎えて、反乱討伐に協力した。夫人は功績により中郎将とされ、石龍太夫人に封じられた。禎明3年（589年）、隋が陳を滅ぼすと、いまだ隋に降らない嶺南の数郡が共同で夫人を奉じて、聖母と号し、治安を保った。
隋の文帝が嶺南を平定すべく総管の韋洸を派遣した。隋の晋王楊広が夫人に手紙を出し、かつて夫人が陳朝に献上した犀杖を手紙に附して、帰順を説得した。夫人は首領たちを集め、ひとしきり陳の滅亡を嘆くと、隋への帰順を決めた。孫の馮魂に兵を与えて韋洸を迎えさせ、広州に入城させた。夫人は隋朝により宋康郡夫人に封じられた。開皇10年（590年）、番禺の王仲宣が反乱を起こすと、諸族の首領たちが呼応して、韋洸を広州城に包囲した。夫人は孫の馮暄に軍を与えて韋洸を救援させた。馮暄は反乱側の陳仏智と仲が良かったため、ぐずぐずして進まなかった。夫人がこれを知ると激怒して、人を派遣して馮暄を捕らえさせ、広州の獄に繋がせた。代わりに孫の馮盎を派遣して陳仏智を討たせ、勝利を収めると、陳仏智を斬った。兵を南海に進め、鹿願の軍と合流すると、ともに王仲宣を撃破した。夫人は鎧を着て馬に乗り、錦傘を張って弓騎を率い、隋の裴矩が諸州を巡撫するのを護衛した。蒼梧郡の首領の陳坦・岡州の馮岑翁・梁化郡の鄧馬頭・藤州の李光略・羅州の龐靖らが面会にやってきた。かれらの率いる部落が隋に帰順し、嶺南は平定された。文帝は馮盎を高州刺史に任じ、馮暄を獄から出して羅州刺史に任じた。馮宝に広州総管の位を追贈し、譙国公に追封した。さらに夫人を譙国夫人に封じた。宋康郡の封邑は馮僕の妾の洗氏に与えられた。夫人は幕府を開き、長史以下の官僚を置き、6州の軍事を管轄した。
ときに番州総管の趙訥が貪欲で残虐だったため、俚や獠などの諸族が反乱を起こしていた。夫人は長史の張融を派遣して趙訥の罪を告発した。文帝は人を派遣して趙訥を取り調べさせ、収賄が明らかとなると、法に基づいて処断した。離反した諸族の処置は夫人に委ねられた。夫人は詔書を戴いて使者を称し、十数州を歴訪して諸族を説得すると、離反した者たちもみな降伏した。文帝はこれを賞賛して、夫人に臨振県の湯沐邑を与えた。仁寿2年（602年）、夫人は死去した。諡は誠敬夫人といった。

## 伝記資料
- 『隋書』巻80 列伝第45
- 『北史』巻91 列伝第79

## 補足
『太平広記』巻270によると前漢の南越国王趙佗の時代の同地域にも洗氏という女性がおり、身長7尺、両乳房の長さが2尺余もあり肩に乗せていた。彼女は智謀に優れ力も3人分の怪力を誇り、趙佗の信頼も厚かったという。